# Natasha Kanapé Fontaine
Natasha Kanapé Fontaine (Baie-Comeau, 1991) es una escritora, poeta, traductora, pintora y actriz. Pertenece a la comunidad Innu de Pessamit.

## Biografía
Creció con sus abuelos en Pessamit y se mudó a Baie-Comeau con sus padres cuando tenía 4 o 5 años lo que supuso un gran desafío para Natasha, porque cuando llegó al jardín de infancia  solo hablaba innu. Llegada su adolescencia, cuando comprobó que en su hogar se hablaba únicamente francés la joven tuvo una crisis identitaria que le llevó a reconectarse con sus raíces, lo que intentó entre otras formas a través del arte.
Fontaine es una gran defensora de los derechos de los indígenas y de la lucha contra la discriminación y el racismo que ha padecido tanto en su etapa escolar y como durante su desarrollo personal. Es representante del movimiento autóctono pan-canadiense Idle No More en el que ha participado dando conferencias por todo el mundo y con sus trabajos como poeta. El mensaje que transmite es el del encuentro entre pueblos y culturas, el del respeto, el intercambio y el diálogo, en nombre de la dignidad y la humanidad.  Entre sus trabajos destaca el poema Cri, que se encuentra en su colección N'entre pas dans mon âme avec tes chaussures,  que le valió el Premio de la Sociedad de Escritores Francófonos de América en 2013, en el que se puede apreciar un verdadero grito de descontento y dolor.
Publicó una segunda colección de poemas, Manifeste Assi en marzo del 2014 y una tercera colección de poemas, Bleuets et apricots  en febrero de 2016, con.
A partir del 28 de noviembre de 2017, interpreta el personaje de Eyota Standing Bear en la serie Unidad 9.
En 2020 participó en el programa documental de televisión Encré dans la peau en el que se realizó un tatuaje y explicó su visión en torno a este arte corporal.
En 2021 vuelve a subirse a los escenarios para destacar con su nuevo trabajo: "Nui Pimuten. Je veux marcher". Un espectáculo que incluye slam, poesía y canción.

## Obras

### Poesía
- N'entre pas dans mon âme avec tes chaussures, Montréal, Mémoire d'encrier, 2012, 75 p. ISBN 9782897120214
- Manifeste Assi, Montréal, Mémoire d'encrier, 2014, 87 p. ISBN 9782897121990
- Bleuets et abricots, Montréal, Mémoire d'encrier, 2016, 81 p. ISBN 9782897123727
- Nanimissuat Île-tonnerre, Montréal, Mémoire d'encrier, 2018, 127 p. ISBN 9782897125561

### Ensayo
- Con Deni Ellis Béchard, Kuei, Je te salue. Conversation sur le racisme, Montréal, Écosociété, 2020, 203 p. ISBN 9782897196967

### Noticias
- «J'ai brûlé toutes les lettres de mon prénom», dans Amun. Nouvelles. dirigida por Michel Jean, Laroche-sur-Yon, Dépaysage, 2019, 200 p. ISBN 9782902039029

### Novelas
- Nauetakuan: un silence pour un bruit, Montréal, Éditions XYZ, 2021 ISBN 9782897723279

### Traducciones
- Leanne Betasamosake Simpson, Mapping Decolonial Love, traducido del inglés por Natasha Kanapé Fontaine y Arianne Des Rochers, Montreal, Inkwell Memory, 2018, 151 pags.ISBN 9782897125653

## Filmografía

### Televisión
- 2017 : Unité 9 : Eyota Standing Bear
- 2020 : Encré dans la peau

## Premios y reconocimientos
- 2013 - Prix d’excellence de la Société des Écrivains francophones d’Amérique, N'entre pas dans mon âme avec tes chaussures[11]
- 2015 - Finaliste au Prix Émile-Nelligan, Manifeste Assi[12]
- 2016 - Finaliste au Grand Prix du Salon du Livre de Montréal, Bleuets et abricots[13]
- 2018 - Invitée d’honneur au Salon du livre de Trois-Rivières[14]
- 2018 - Invitée d’honneur au Salon du livre de l’Abitibi-Témiscamingue[15]
- 2018 - Poète à l’honneur au Marché de la poésie de Paris[16]
- - Parmi les portraits des vingt-et-une Montréalaises exceptionnelles qui se démarquent sur les plans social, scientifique et culturel[17]